# 大原総一郎

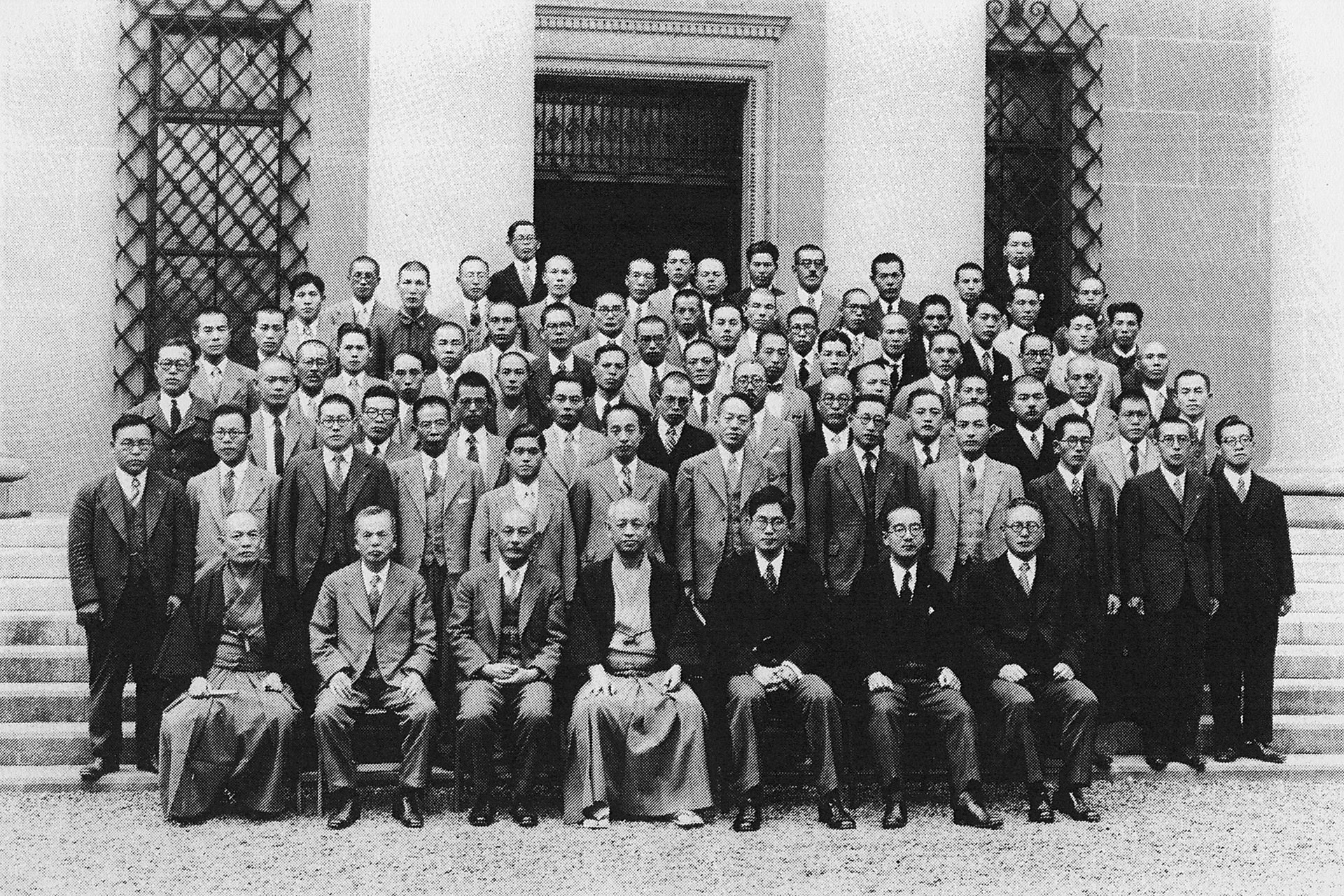
倉敷絹織株式会社新旧社長披露記念写真（1939年5月21日、前列右から3人目が大原総一郎、4人目が大原孫三郎）

大原 総一郎（おおはら そういちろう、1909年7月29日 - 1968年7月27日）は、日本の実業家。正式な表記は大原 總一郎（読みは同じ）。

## 略歴
- 1909年7月 - 現在の岡山県倉敷市新川町に倉敷紡績社長の大原孫三郎・寿恵子夫妻の長男として出生
- 1929年3月 - 第六高等学校文科乙類卒業
- 1932年3月 - 東京帝国大学経済学部経済学科を卒業し、倉敷に帰郷
- 1932年11月 - 倉敷絹織（現在のクラレ）に傭員として入社
- 1934年3月 - 倉敷絹織の社員となる
- 1937年 - 2年間欧州滞在
- 1938年12月 - 倉敷絹織の常務取締役に就任
- 1939年1月 - 倉敷紡績の取締役に就任
- 1939年5月 - 倉敷絹織の社長に就任
- 1940年 - 神戸で長男・謙一郎が生まれる。
- 1941年1月 - 倉敷紡績の社長に就任
- 1944年 - 倉敷紡績､社名を倉敷工業と変更
- 1947年8月 - 物価庁次長に就任
- 1947年12月 - 岡山県に昭和天皇の戦後巡幸があり、倉敷市の別邸（有隣荘）を宿泊所に提供[1]。
- 1948年10月 - 関西経済連合会常任理事に就任
- 1949年1月 - ビニロンの工業化を決意
- 1949年4月 - 倉敷絹織、社名を倉敷レイヨンと変更する
- 1951年 - 大原美術館において6月にマチス展、11月にピカソ展を開催
- 1957年 - 4月より東京大学経済学部非常勤講師として毎週2回、6月19日まで14回にわたり「化学繊維工業論」の講義を行う
- 1963年 - 中国へのビニロンプラント輸出が日本政府により許可される。
- 1964年8月 - 大原美術館理事長に就任
- 1968年7月 - カトリックの洗礼を受けていた妻の勧めで受洗した。洗礼名はヨセフ。同月17日直腸癌のため死去。

## 関連文献
- 『大原總一郎 随想全集』全4巻、福武書店、1981年。担当編集者は下記
1 思い出、2 自然・旅、3 音楽・美術、4 社会・思想
- 井上太郎 『大原總一郎 へこたれない理想主義者』 講談社、1993年／中公文庫、1998年

## 姻戚関係
妻は侯爵野津鎮之助・末弘ヒロ子の次女・真佐子（旧薩摩藩士・侯爵野津道貫、福岡県小倉市長・末弘直方の孫娘）。長女・麗子は、テレビプロデューサー大原れいこで、犬養健の長男（犬養毅の孫）犬養康彦と結婚。次女・泰子は正田英三郎の次男（上皇后美智子の弟）正田修と結婚。